# Axel Olson (redaktör)
Axel Reinhold Olson, född 17 februari 1888 i Karlskrona, död 10 oktober 1976 i Gävle, var en svensk journalist och chefredaktör.
Axel Olson var son till byggmästaren Sven August Olson. 1910 blev han medarbetare i Karlskrona Weckoblad och var redaktionssekreterare där 1911-1915. 1915-1918 var Olson lokalredaktör i Vetlanda för Smålands Allehanda, 1918 redaktionssekreterare för Sundsvalls-Posten, 1918-1921 andre redaktör för Nya Wermlands-Tidningen, blev 1919 ledamot av centralstyrelsen för Svenska Journalistförbundet och var 1919-1922 ordförande i förbundets Värmlandskrets. Han var 1921-1928 huvudredaktör för Nya Wermlands-Tidningen, redaktionschef vid Vest-Svenska Dagbladet 1928-1930, huvudredaktör och utgivare av Gefle-Posten 1930-1941, samt huvudredaktör och utgivare av Norrlands-Posten Gefle-Posten 1941-1953. Olson var ordförande i styrelsen för Svenska Högerpressens förening 1940-1950, ledamot av Pressnämnden 1941-1944, ledamot av Gävle stadsfullmäktige 1941-1954 och ledamot av styrelsen för Svenska Tidningsutgivareföreningen från 1942 och ordförande där 1945-1953, ledamot av Pressens Opinionsnämnd 1945-1954, ordförande i styrelsen för Högerpressens nyhetsbyrå 1948-1953, vice ordförande i Gävle moderata förening och ledamot av Gävleborgs läns moderata förbunds arbetsutskott.